# Бундеслига Аустрије у рагбију
Бундеслига Аустрије у рагбију (енгл. 1. Rugby Bundesliga) је први ранг рагби 15 такмичења у Аустрији.

## О такмичењу
Овим такмичењем руководи Рагби савез Аустрије. 
Учесници
- Грац
- Инзбрук
- Вијена Селтик
- Стад Вијена
- Дунав
- Обероштерајхер

## Историја
Списак шампиона Аустрије у рагбију
- 1993. Вијена
- 1995. Вијена
- 1996. Вијена
- 1997. Вијена
- 1998. Вијена
- 1999. Вијена
- 2000. Вијена
- 2001. Вијена
- 2002. Вијена
- 2003. Дунав
- 2004. Дунав
- 2005. Дунав
- 2006. Дунав
- 2007. Дунав
- 2008. Дунав
- 2009. Дунав
- 2010. Дунав